# マジック・マジャール

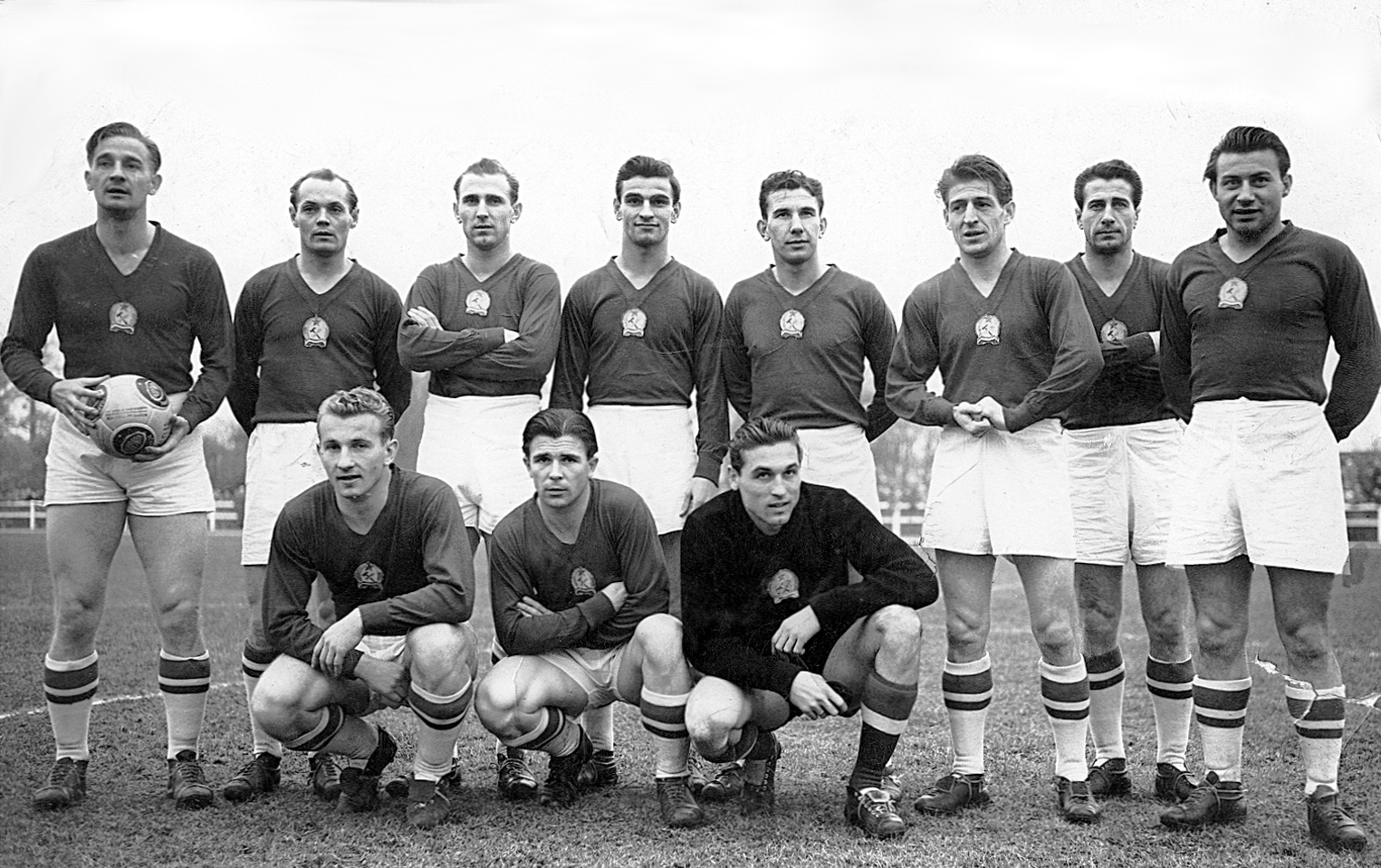
マジック・マジャールと呼ばれた選手達（1953年）

マジック・マジャール（Aranycsapat, Magical Magyars/Golden Team）とは、1950年代前半に4年間無敗の記録を作り、世界最強といわれたサッカーハンガリー代表の愛称である。

## 概要
左足の魔術師プスカシュ・フェレンツ、ヘディングの名手コチシュ・シャーンドルなど能力の高い選手を揃え、シェベシュ・グスターヴ監督によりWMシステムと呼ばれる戦術を用いたチームは、1950年6月の対ポーランド戦（親善試合）から1954年6月のワールドカップ・スイス大会決勝の西ドイツ戦まで、32戦して28勝4分無敗という記録を作った。期間中の1試合平均得点4.5点が示すように、圧倒的な攻撃力が特徴であった。

## 戦術
実際にはWMフォーメーションを用いていたのだが、センターフォワードとインナーが意図的に前後のポジションチェンジを行うことにより、マークのずれとゴール前のスペースを狙って作り出すという戦術である。当時はマンマークが主流であったためポジションチェンジによりディフェンダーが引き出され、相手ディフェンスのフォーメーションは崩壊し、ハンガリー代表は圧倒的な攻撃力を発揮した。このポジションチェンジ後の形がMMの形になっていたためMMシステムと呼ばれ、ハンガリー代表が「マジック・マジャール（Magical Magyars）」と呼ばれる所以ともなった。

## 歴史
1952年のヘルシンキオリンピックでは、イタリアをはじめとする強豪相手に4連勝、合計18得点1失点という圧倒的な強さで金メダルを獲得している。
1953年11月には、ロンドンのウェンブリー・スタジアムでイングランド代表に対して6-3で勝利している。これは、サッカーの母国であるイングランド代表が英国四協会とアイルランド以外のチームにホームで初めて敗戦した試合（世紀の対決, Match of the Century）として歴史に残っている。ハンガリーの流れるようなサッカーに魅せられた10万人のイングランドサポーターは、最後には拍手を送り敬意を表した。なお、この試合はテレビ放送が当時普及していないハンガリー国内ではラジオ放送のみで、映像は数日後に20分間程度のダイジェストが全国の映画館で放映されただけであった。しかし試合から43年経った1996年のクリスマスに、この試合の権利を持つBBCとイングランドサッカー協会の厚意によって、初めてフルタイムの試合映像が国営放送MTVによって放映された。イングランドとは翌年のワールドカップ直前の1954年5月にブダペストで再戦し、この時も7-1というさらなる大差で破っている。
1954年7月4日、ワールドカップ決勝戦という最も重要な試合で西ドイツに2-3で敗れたことにより、無敗記録が4年で途切れることとなった。この敗戦には、下記のような状況も影響していたと考えられる。
- キャプテンのプスカシュは、1次リーグ第2戦の西ドイツ戦でヴェルナー・リーブリッヒからファウルまがいのタックルを受けて足首を負傷しており、決勝トーナメントの準々決勝および準決勝は欠場せざるを得ない状況だった。決勝戦には復帰したものの、本調子ではなかった。
- ハンガリーは準々決勝でブラジルと対戦したが、豪雨の中で行われたこの試合は、後世「ベルンの戦闘」と呼ばれる、乱闘による退場者とケガ人が続出する荒れた試合となった。試合後、更衣室に戻っても乱闘は続き、試合には欠場したプスカシュもそちらには参加していたと言われる。続く準決勝のウルグアイ戦も雨の中での延長戦となり、選手たちは満身創痍の状態となっていた。
- 決勝戦のグラウンドコンディションが不良でハンガリー選手が転倒するシーンが目立つ中、西ドイツは選手全員がアディダス製のスタッド（スパイクの刃）交換式シューズを着用し、長めのスタッドに交換した事で足元が安定してプレーできた。
- ハンガリーが上記のようにブラジルやウルグアイ（ワールドカップ・ブラジル大会優勝国）といった強豪国と決勝トーナメントで対戦することになった背景には、西ドイツの監督であったゼップ・ヘルベルガーの深謀遠慮があった。この大会では、現在のようなタスキ掛けの組み合わせが行われず、4組に分かれた1次リーグの各組1位同士、2位同士のチームが準々決勝で対戦することになっていた。そのため、1次リーグ2組を1位で通過すると1組を1位で通過するであろうブラジルと対戦することになるため、ゼップ・ヘルベルガーは1次リーグ第2戦のハンガリー戦であえてメンバーを落として敗戦し、2位通過とすることで決勝トーナメントでの強豪との対戦を避けたのである。その目論見は見事に当たり、ハンガリーが上記の通り満身創痍だったのに比べて、西ドイツは準々決勝はユーゴスラビア、準決勝はオーストリアにそれぞれ90分で勝利し、余力を持って決勝に臨んでいた。
- 試合終了直前にプスカシュが同点ゴールしたかに見えたが、オフサイドの判定となった。決勝戦を裁いたのはイングランドの審判であり、直前の対イングランド戦の2回の勝利でイングランドのプライドを打ち砕いていたことがその判定に影響したのではないかとも憶測されている。

## 終焉・その後

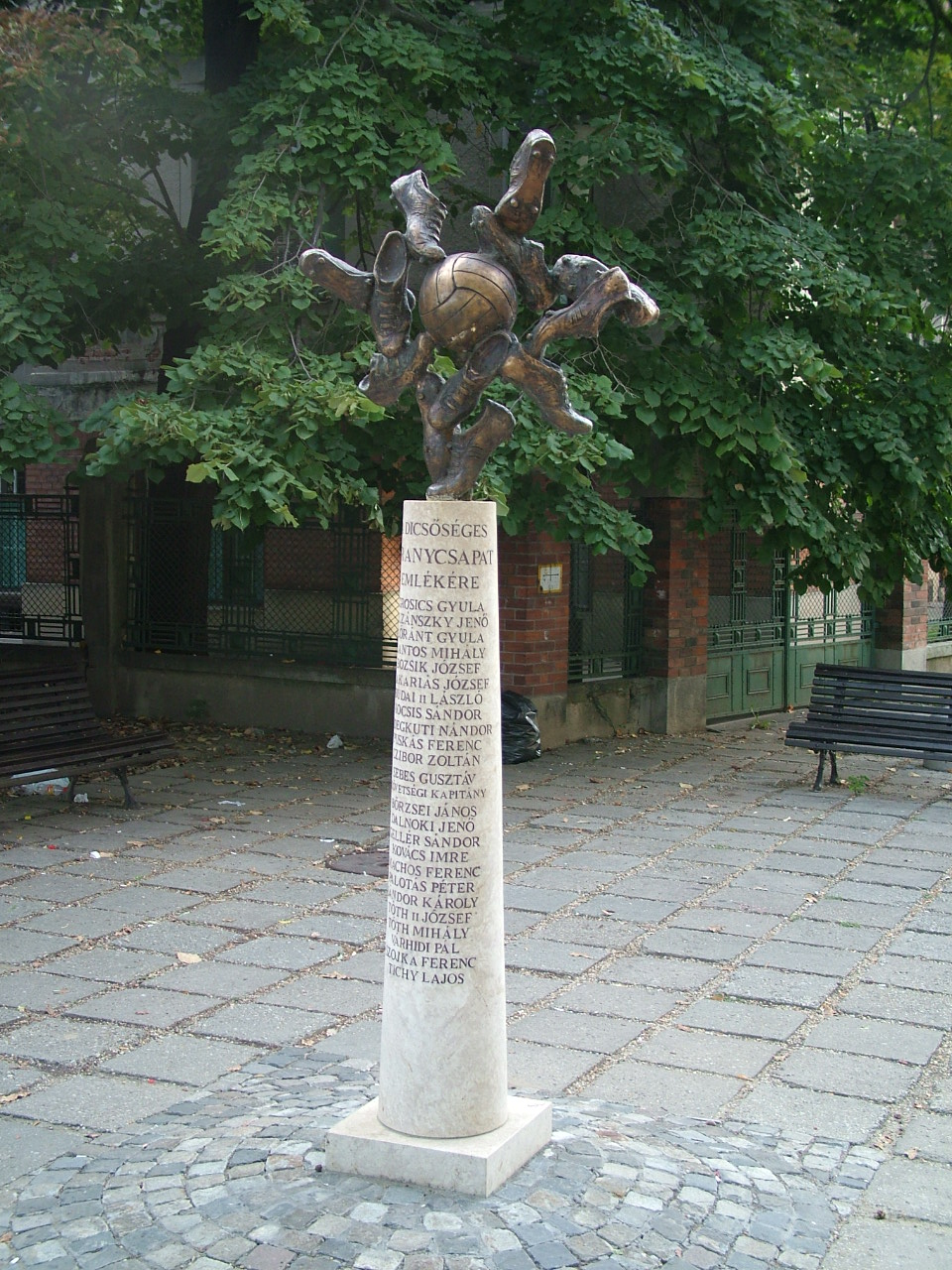
セゲドにある11人を讃えた記念碑

ワールドカップ決勝戦で1敗した後も2年間で21勝5分2敗という驚異的な勝率を挙げていたハンガリー代表チームだったが、1956年10月23日にハンガリー動乱が発生し、たまたま遠征中だったプスカシュやコチシュなどの中心選手が次々と外国に亡命して、事実上解体された。政治や国家によって「ヨーロッパ最強」を謳われた代表チームが解体されたのは、1930年代前半にヴンダーチームと呼ばれたオーストリア代表（1938年にナチス・ドイツにオーストリアが併合されて消滅）と共通している。
その後、アルベルト・フローリアーンなどの有力選手も現れ、1960年代にはオリンピックで2回金メダルを獲得するなど、ハンガリー代表は古豪としての地位を一時回復したが、ワールドカップでは準々決勝止まりで、1950年代前半のような圧倒的な輝きを取り戻すことはなかった。

## 選手・監督
試合数・得点数はすべて代表でのもの。選手はイングランド戦のスタメン。
- プスカシュ・フェレンツ（FW：左インナー／実際にはセンターフォワードの位置を取った）85試合84得点
- コチシュ・シャーンドル（FW：右インナー／実際にはセンターフォワードの位置を取った）68試合75得点
- チボル・ゾルターン（FW：左ウイング）43試合17得点
- ブダイ・ラースロー（FW：右ウイング）39試合10得点
- ヒデクチ・ナーンドル（FW：センターフォワード／実際には下がり目でトップ下の位置を取った）68試合39得点
- ボジク・ヨージェフ（MF：右ハーフ）100試合11得点
- ラントシュ・ミハーイ（DF：左バック）52試合5得点
- ザカリアーシュ・ヨージェフ（MF：左ハーフ／実際には左センターバックの位置を取った）35試合
- ローラーント・ジュラ（MF：センターハーフ／実際には右センターバックの位置を取った）37試合0得点
- ブザーンスキー・イェネー（DF：右バック）48試合0得点
- グロシチ・ジュラ（GK）86試合

- シェベシュ・グスターヴ（監督）